# Matthew Passalent
Matthew Cole Passalent (* 8. Juni 1997 in Hamilton) ist ein kanadischer Volleyballspieler.

## Karriere
Passalent begann seine Karriere an der Cathedral High School. Von 2015 bis 2018 studierte er an der McMaster University und spielte in der Universitätsmannschaft Marauders. Nach dem Studium spielte er in der Saison 2020/21 beim österreichischen Erstligisten SK Aich/Dob. Anschließend war er zwei Jahre lang beim schwedischen Verein Habo Wolley aktiv. In der Saison 2023/24 spielte er in der portugiesischen Liga für Fonte Bastardo Azores. Danach wurde er vom deutschen Bundesligisten TSV Haching München verpflichtet.